# Айсапай
Айсапай — посёлок в Красноярском районе Астраханской области, входит в состав Сеитовского сельсовета. Место компактного расселения ногайцев карагашей, которых расселили из-за нахождения в санитарно-защитной зоне Астраханского газового месторождения. Официально население составляет 37 человек (2010).

## История
В 1990 году, в связи с негативным воздействием на окружающую среду деятельности Астраханского газового комплекса постановлением Совета Министров РСФСР от 17.08.1990 № 309 Айсапай включено в перечень населенных пунктов, расположенных в 8-километровой санитарно-защитной зоне Астраханского газового комплекса, на территории которых установлен коэффициент за работу в пустынной и безводной местности в размере 1,35 к заработной плате рабочих и служащих.
В 2010-х годах началось массовое расселение населённых пунктов, Айсапай опустело.

## География
Посёлок расположен в Волго-Ахтубинской пойме, на полуострове, образованном рекой Ахтуба (рукав реки Волги) и протокой Ланчуг.
Абсолютная высота — 23 метра ниже уровнем моря.
Уличная сеть состоит из трёх географических объектов: ул. Молодежная, ул. Октябрьская, ул. Садовая.
Климат
Резко континентальный, крайне засушливый (согласно классификации климатов Кёппена-Гейгера — BSk).
Часовой пояс
Айсапай, как и вся Астраханская область, находится в часовой зоне МСК+1. Смещение применяемого времени относительно UTC составляет +4:00.

## Население
| 2002 | 2010 |
| ---- | ---- |
| 266  | ↘37  |

Национальный и гендерный состав
По данным Всероссийской переписи, в 2010 году численность населения посёлка составляла 37 человек (22 мужчины и 15 женщин, 59,5 и 40,5 %%).
Согласно результатам переписи 2002 года, в национальной структуре населения посёлка ногайцы составляли 57 %, татары 30 % от общей численности населения в 265 жителей.
| Национальность | Численность (2010) | Процент |
| -------------- | ------------------ | ------- |
| Ногайцы        | 38                 | 100%    |
| Всего          | 38                 | 100%    |

## Транспорт
Ближайшая железнодорожная станция Бузанский.